# Златаров, Асен
Асен Христов Златаров (болг. Асен Христов Златаров; 4 февраля 1885, Хасково — 22 декабря 1936, Вена) — болгарский биохимик, общественный деятель и писатель-беллетрист, профессор.

## Биография

### Ранние годы
Родился 4 февраля 1885 года в Хасково в семье Теофании и Христо Златаровых. Второй ребёнок в семье, при крещении получил имя Иван-Асен. В 1903 году семья перебралась в Софию, где Асен в том же году окончил реальную гимназию и поступил в Софийский университет на факультет химии. В 1904 году уехал учиться в Женевский университет, окончил его в 1907 году. В 1908 году в Гренобльском университете защитил докторскую работу и получил степень доктора физики и химии. В мае того же года вернулся в Болгарию, с сентября преподавал химию в одном из училищ Пловдива.

### Деятельность химика
В 1909—1910 годах Златаров учился пищевой и судебной химии у профессора Т. Пауле в Мюнхене. В 1910 году вернулся в Болгарию и устроился работать ассистентом по органической химии при физико-математическом факультете Софийского университета. Также работал редактором изданий «Химия и промышленность», «Природа и наука», а также в библиотеках «Натурфилософско четиво» и «Наука и живот». В 1912—1915 годах был мобилизован в болгарскую армию, участвовал в Первой и Второй балканских войнах.
В 1920 году стал почётным доцентом физиологической химии на медицинском факультете и почётным доцентом биохимии на физико-математическом факультете Софийского университета. В 1924 году назначен специальным, а в 1935 году — основным профессором Софийского университета. В 1928 году избран председателем Союза болгарских химиков, участвовал в 11-м Международном химическом конгрессе в Мадриде в 1934 году. В 1935 году совершил поездку в Белград к местным студентам, с которыми провёл ряд бесед. Избран профессором и главой кафедры органической химии Софийского университета в том же году. Деятельность Златарова позволила заложить основы для развития биохимии в Болгарии.

### Вне науки
С 1925 по 1937 годы Асен Златаров был членом литературного кружка «Стрелец». Писал литературные статьи, стихи, прозу и даже один роман. С прессой он активно сотрудничал в 1930-е годы, а также был активным членом Болгарского народного морского соглашения — организации, занимавшейся популяризацией морского дела в Болгарии.
Также Златаров был участником Комитета по защите евреев, куда входили Екатерина Каравелова (вдова государственного деятеля Петко Каравелова), профессор Петко Стайнов, писатель Антон Страшимиров и многие другие. Газеты «Мир» и «Слово» осуждали деятельность комитета, обвиняя его во вмешательстве во внутренние дела Германии. 3 июля 1933 на заседании комитета с лекциями выступили Каравелова и Страшимиров.

### Смерть
В 1936 году Асен Златаров перенёс две операции подряд в одной из больниц Вены, однако сердце не выдержало их последствий, и 22 декабря 1936 он скончался.

## Произведения
- «Идеали на младото поколение»
- «В страната на съветите» (1936)[3]
- «Диктатура или демокрация»[3]

## Галерея
- Групповое фото с сослуживцами, 1913 год
- Фотопортрет
- Златаров позирует парижскому скульптору, июнь 1926 года
- Барельеф с изображением Асена Златарова в Хасково
- Памятник Асену Златарову в Ботевградской гимназии
- Могила Асена Златарова на Софийском центральном кладбище